# Bárbara Santos
Bárbara Santos Ramírez (San Pedro de Macorís, 27 ottobre 1970) è un'ex cestista dominicana.
È la sorella di Dania Santos.

## Carriera
Con la Rep. Dominicana ha disputato due edizioni dei Campionati americani (1989, 1999) e i Giochi panamericani di Santo Domingo 2003.